# Синагога Нітри
Синагога Нітри  — архітектурний історичний пам'ятник Словаччини в місті Нітра.

## Історія
Євреї побудували в цей час видиму синагогу в угорському місті Нітра між 1910—1911. Будівлю спроєктовано угорським архітектором Ліопольдом Баумхорном, який вже робив подібні будівлі в різних містах Угорщини. Сумна сторінка в історії синагоги і єврейства була, коли словацькі фашисти депортували євреїв. Значна частина загинула, інші іммігрували в Ізраїль. Після Другої Світової війни, синагога не використовувалась. 
У 1982 році єврейська громада передала будівлю в район, потім в місто. Реконструкція та перебудова закінчилися у 2004 році. Сьогодні синагога проводить концерти, виставки (зокрема виставку присвячену Голокосту), вистави п'єс.

## Будівля
Будівля наріжна. Синагога змішує кілька стилів, таких як еклектизм, але вражає мавритансько-візантійським стилем. У центрі великий купол, якого тримають 4-ті колони. Усередині нестача таїнства.

## Джерело
- переклад з есперанто мови.